# Шевченко, Игнатий Владимирович
Игна́тий Влади́мирович Шевче́нко (укр. Гнат Володимирович Шевченко; ум. 20 января 1855, Севастополь, Таврическая губерния) — матрос 30-го флотского экипажа Черноморского флота, герой обороны Севастополя в 1854—1855 годах.

## Биография
Родился в украинской семье. Участвовал в обороне Севастополя во время Крымской войны.
Участник многочисленных вылазок в стан врага, не раз спасал своего командира лейтенанта Бирилёва Н. А. от неминуемой гибели. 
 В ночь на 20 января 1855 года была произведена вылазка отряда из 250 человек против правого фланга французских траншей в районе Зелёной горки. Отряд под командованием лейтенанта Бирилёва подошел к траншеям, ударил в штыки и выбил оттуда противника. Несмотря на сильный огонь французских и английских батарей, участники вылазки шесть раз бросались в атаку и нанесли противнику значительные потери. Преследуя неприятеля, Бирилёв не заметил, как несколько вражеских солдат прицелились в него. Опасность заметил матрос Шевченко. Он выбежал вперед и своей грудью закрыл командира, лейтенанта Н. А. Бирилёва.
В приказе главнокомандующего русской армией Меншикова А. С. говорилось о подвиге Игнатия Шевченко: «Товарищи! Каждый день вы являете себя храбрыми и стойкими русскими воинами; каждый день поступки ваши заслуживают и полного уважения, и удивления; говорить о каждом отдельно было бы невозможно, но есть доблести, которые должны навсегда остаться в памяти нашей…».

## Память
- 26 августа 1874, напротив флотских казарм города Николаева, где в 30-м флотском экипаже проходил службу Игнат Шевченко, установили памятник (автор — монументалист Михаил Микешин). В 1902 году памятник был перенесён в Севастополь и установлен на Корабельной стороне перед казармами 30-го флотского экипажа, в котором служил Игнатий Шевченко. В 1918 году, во время Гражданской войны, этот памятник был уничтожен матросами-анархистами. В 1985 году, по инициативе коллектива Николаевского строительного колледжа, памятник был восстановлен по найденным формам.
- Бюст матроса Игнатия Шевченко входит в ансамбль Памятника воинам 3-го бастиона на улице Орловской в Севастополе[1].  Объект культурного наследия народов РФ регионального значения. Рег. № 921711298130005 (ЕГРОКН).
- Бюст Игнатию Шевченко установлен и в Севастополе в нишах второго яруса фасада здания Панорамы Обороны Севастополя среди других 13-ти бюстов героев обороны, в одном ряду с бюстами адмиралам В. А. Корнилову, П. С. Нахимову, В. И. Истомину.
- Бюст-памятник матросу Шевченко Игнатию установлен в городе Днепр на Аллее героев Севастопольского парка-мемориала[2].